# Photonectes achirus
Photonectes achirus es una especie de pez de la familia Stomiidae en el orden de los Stomiiformes.

## Morfología
Los machos pueden llegar alcanzar los 6,2 cm de longitud total.

## Hábitat
Es un pez de mar y de aguas profundas que vive 75-1.400 m de profundidad.

## Distribución geográfica
Se encuentra en el Mar Caribe y el noreste del Golfo de México.